# 2012
- Wikisource

| Calendário gregoriano                                                        | 2012 MMXII                          |
| Ab urbe condita                                                              | 2765                                |
| Calendário arménio                                                           | 1462 – 1463                         |
| Calendário bahá'í                                                            | 168 – 169                           |
| Calendário budista                                                           | 2556                                |
| Calendário chinês                                                            | 4708 – 4709 Início a 23 de janeiro  |
| Calendário copta                                                             | 1728 – 1729                         |
| Calendário etíope                                                            | 2004 – 2005                         |
| Calendários hindus - Vikram Samvat - Calendário nacional indiano - Cáli Iuga | 2067 – 2068 1933 – 1934 5112 – 5113 |
| Calendário Holoceno                                                          | 12012                               |
| Calendário islâmico                                                          | 1433 – 1434                         |
| Calendário judaico                                                           | 5772 – 5773 Início a 17 de setembro |
| Calendário persa                                                             | 1390 – 1391 Início a 20 de março    |
| Calendário rúnico                                                            | 2262                                |
| Calendário solar tailandês                                                   | 2555                                |

2012 (MMXII, na numeração romana) foi um ano bissexto do século XXI que começou num domingo, segundo o calendário gregoriano. As suas letras dominicais foram AG. A terça-feira de Carnaval ocorreu a 21 de fevereiro e o domingo de Páscoa a 8 de abril. Segundo o horóscopo chinês, foi o ano do Dragão, começando a 23 de janeiro.

| Evento                                                   | Data            | Hora  |
| -------------------------------------------------------- | --------------- | ----- |
| Aquário                                                  | 20 de janeiro   | 16:10 |
| Peixes                                                   | 19 de fevereiro | 06:18 |
| primavera no hemisfério norte e outono no hemisfério sul |                 |       |
| Carneiro/equinócio                                       | 20 de março     | 05:15 |
| Touro                                                    | 19 de abril     | 16:13 |
| Gémeos                                                   | 20 de maio      | 15:16 |
| verão no hemisfério norte e inverno no hemisfério Sul    |                 |       |
| Caranguejo/solstício                                     | 20 de junho     | 23:09 |
| Leão                                                     | 22 de julho     | 10:01 |
| Virgem                                                   | 22 de agosto    | 17:07 |
| Outono no Hemisfério Norte e Primavera no Hemisfério Sul |                 |       |
| Balança/equinócio                                        | 22 de setembro  | 14:49 |
| Escorpião                                                | 23 de outubro   | 00:14 |
| Sagitário                                                | 21 de novembro  | 21:51 |
| inverno no hemisfério norte e verão no hemisfério sul    |                 |       |
| Capricórnio/solstício                                    | 21 de dezembro  | 11:12 |

| UTC: Portugal Continental, Madeira, Guiné-Bissau e São Tomé e Príncipe Subtrair (-): 1 h nos Açores e Cabo Verde 2 h nas Ilhas oceânicas brasileiras 3 h em Brasília, em Goiás, na Amazônia Oriental Brasileira e no nordeste, sudeste e sul brasileiros 4 h na Amazônia Ocidental Brasileira, Mato Grosso e Mato Grosso do Sul 5 h no Acre e sudoeste do Amazonas Adicionar (+): 1 h em Angola e Guiné Equatorial 2 h em Moçambique 8 h em Macau 9 h em Timor-Leste. |
| Adicionar uma hora durante a vigência do horário de verão: Portugal Continental : De 25 de março a 28 de outubro de 2012 |

| Ano completo                       |
| ---------------------------------- |
| Ano bissexto com início ao domingo |

As Nações Unidas designam 2012 como o Ano Internacional da Energia Sustentável para todos. Foi reportado como sendo um dos anos mais quentes desde 1880. Segundo a NASA foi o 9º mais quente, e o 10º pela NOAA.
Foi um ano marcado pelo aprofundamento da crise econômica e o aumento do desemprego na Europa, a reeleição de Barack Obama nos Estados Unidos, o reconhecimento da Palestina como "Estado observador não membro" pela ONU e a descoberta do que pode ser o Bóson de Higgs, popularmente conhecido como "a partícula de Deus". No Brasil, ganhou destaque o Julgamento da Ação 470, conhecida no meio midiático como "processo do mensalão", a implantação da Comissão Nacional da Verdade para investigação de crimes de Estado entre os anos de 1946 e 1988, a realização de eleições municipais em todo o o território nacional e a realização da Conferência das Nações Unidas sobre Desenvolvimento Sustentável, conhecida como "Rio +20".
No mundo, tiveram destaque as mortes dos cantores Robin Gibb, Donna Summer e Whitney Houston; do historiador Eric Hobsbawn e do astronauta Neil Armstrong, primeiro homem a pisar na Lua. No Brasil, faleceram o humorista Chico Anysio, o cantor Wando, a apresentadora Hebe Camargo e o arquiteto Oscar Niemeyer.
No esporte, merecem destaque a realização dos Jogos da XXX Olimpíada na cidade de Londres, Reino Unido, o título do Chelsea na UEFA Champions League e a conquista da Copa Libertadores da América e da Copa do Mundo de Clubes da FIFA pelo Corinthians
O ano também foi marcado por desastres como o naufrágio do navio Costa Concordia, na Itália, e o Furacão Sandy, que atingiu a América Central e a costa leste dos Estados Unidos.
Houve uma enorme variedade de crenças populares sobre o ano de 2012, supostamente baseadas no calendário mesoamericano de contagem longa, mas que foram constantemente desmentidas no meio científico.

## Eventos

### Janeiro
- 1 de janeiro

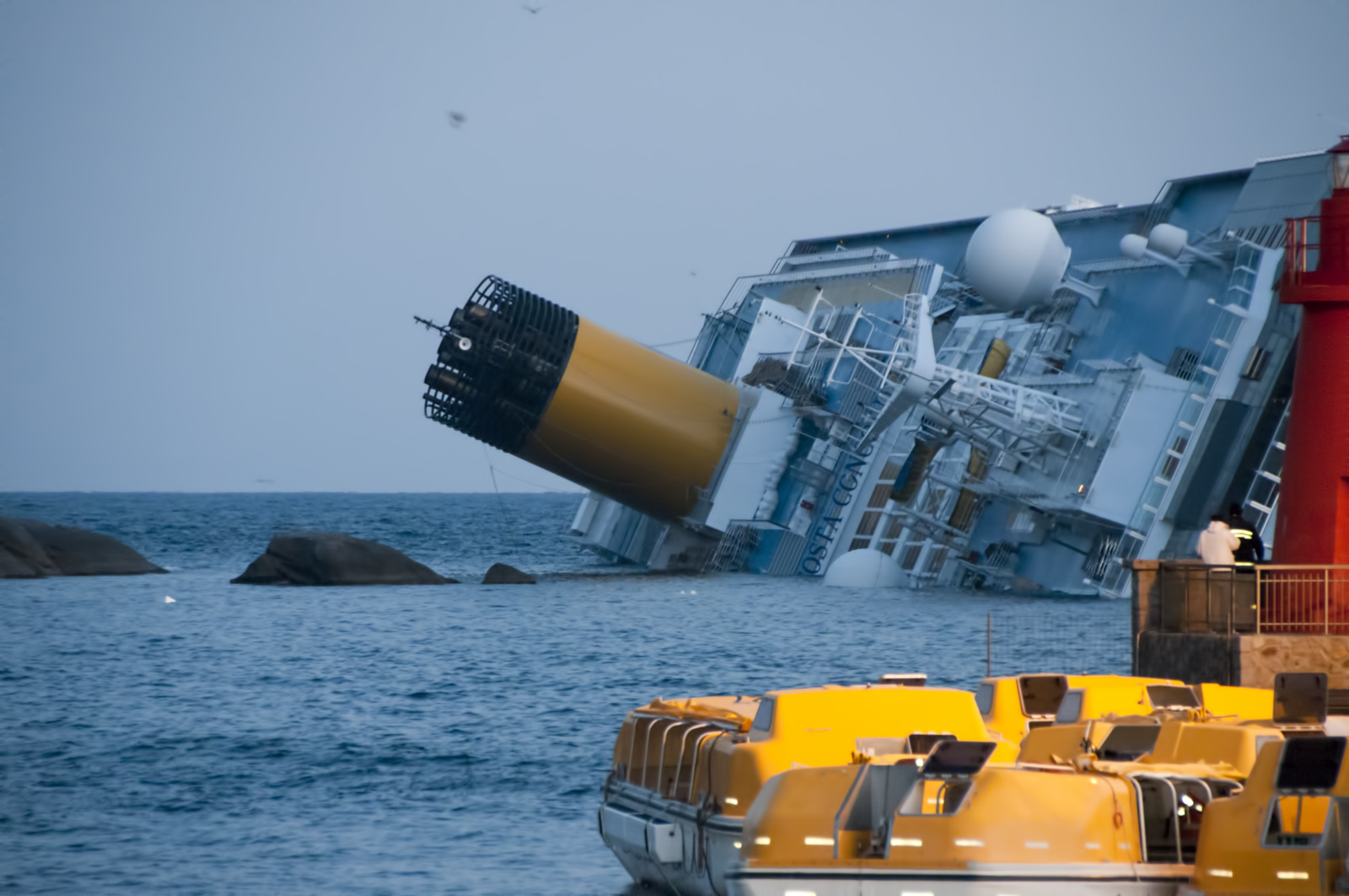
Naufrágio do navio cruzeiro Costa Concordia.

  - Entra em vigor a lei que proíbe os eventos conhecidos como "touradas" na região da Catalunha, Espanha.[1]
- 13 de janeiro
  - Cruzeiro Costa Concordia da companhia italiana Costa Crociere S.p.A. naufraga no mar mediterrâneo próximo a ilha de Giglio na Itália deixando até o momento 16 mortos, 14 feridos e 16 desaparecidos.[2]
- 13 a 22 de janeiro
  - Primeira edição dos Jogos Olímpicos da Juventude de Inverno, em Innsbruck, Áustria.[3]
- 15 de janeiro
  - 11° aniversário da Wikipédia.
  - Sonda espacial russa Fobos-Grunt cai no oceano pacífico próximo a ilha chilena de Wellington após lançamento mal-sucedido.[4]
- 19 de janeiro
  - Governo americano fecha o site Megaupload e prende seus criadores, causando invasões do grupo "Anonymous" aos sites do governo e da gravadora Universal Music.[5]
- 22 de janeiro
  - A Croácia através de referendo popular, decide com 66% dos votos, se juntar à União Europeia.[6]
- 25 de janeiro
  - Três edifícios comerciais desabam após falha estrutural devido a obras irregulares em um dos edifícios no centro do Rio de Janeiro nas proximidades do Teatro Municipal do Rio de Janeiro o qual sofre danos parciais ao ser atingido por destroços.[7]
- 26 de janeiro
  - Sonda Kepler descobre 26 planetas fora do sistema solar.[8]
- 27 de janeiro
  - Companhia aérea Spanair da Espanha encerra suas operações após fim das negociações sem sucesso pela compra da companhia pela Qatar Airways.[9]
  - Asteroide 2012 BX34 com 11 metros de largura passa a 59 000 km da Terra e só é avistado ao se aproximar do planeta.[10]
- 31 de janeiro
  - 433 Eros, o segundo maior objeto próximo à Terra registrado (tamanho 13×13×33 km) passa a 0,1790UA (26 778 042 km). A NASA estudou o Eros com a sonda NEAR Shoemaker lançada em 17 de fevereiro de 1996.[11]
  - Cerca de 160 barris de petróleo vazam na bacia de Campos na costa do estado de São Paulo.[12]

### Fevereiro
- 2 de Fevereiro
  - Balsa com 350 pessoas a bordo naufraga na Papua-Nova Guiné.[13]
  - Revolta entre torcidas de times de futebol no Egito causa a morte de 74 pessoas e fere mais de mil pessoas.[14]

- 9 de fevereiro
  - Acidente ferroviário de Mataró, em Barcelona, na Espanha, deixa 11 feridos.[15]
- 15 de Fevereiro
  - Incêndio em presídio de Honduras mata mais de 350 detentos.[16]
- 13 a 16 de fevereiro
  - Lindemberg Alves é considerado culpado pelos 12 crimes de que foi acusado incluindo o homicídio de Eloá Pimentel e é condenado a 98 anos e 10 meses de prisão.[17]

- 21 de fevereiro

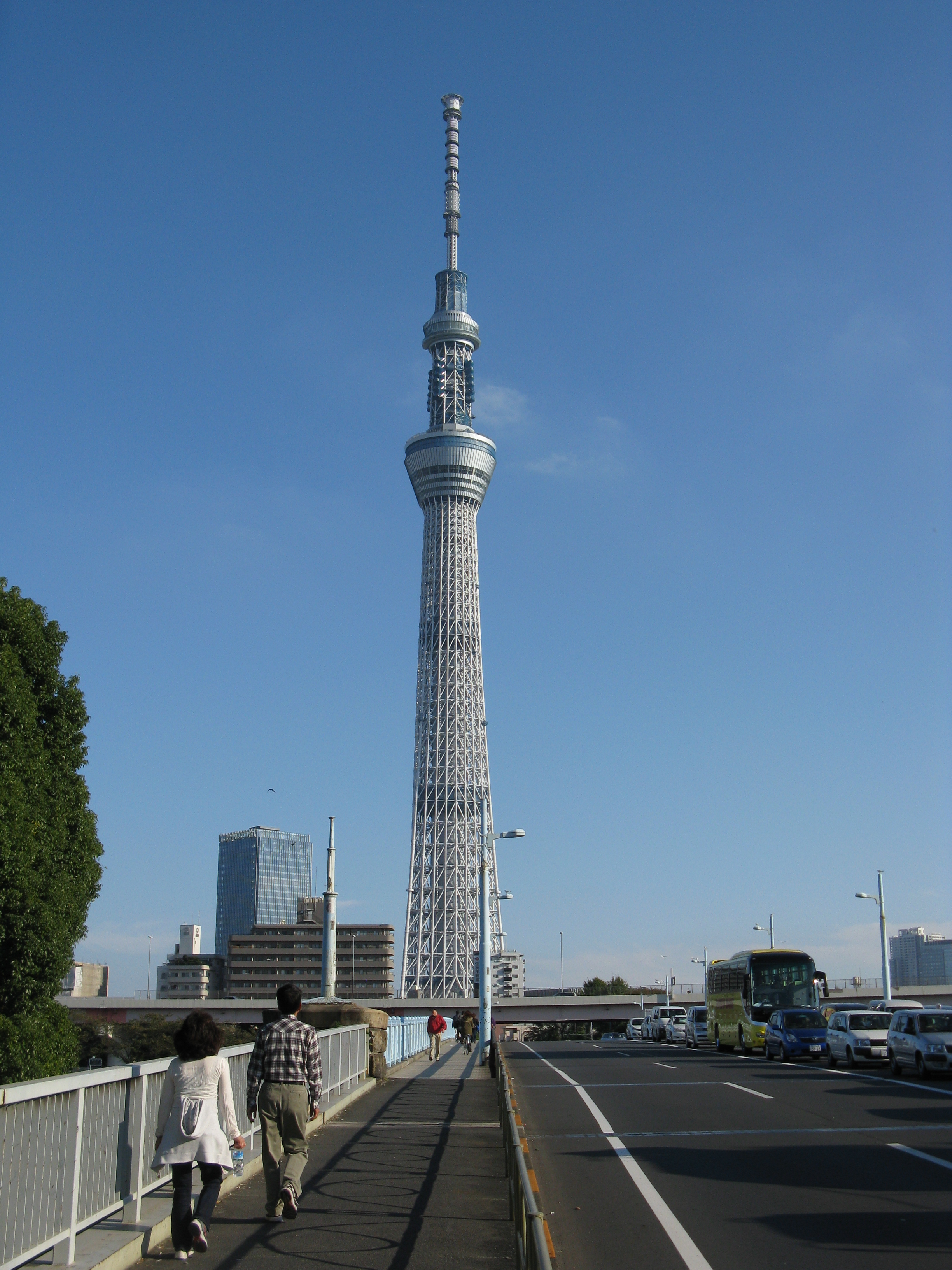
A torre Tokyo Sky Tree depois de construída.

  - Tumulto no final da apuração das notas das escolas de samba do grupo especial em São Paulo causa estragos no sambódromo levando pessoas a ocuparem a avenida Marginal Tietê e realizarem atos de vandalismo com carros alegóricos de outras escolas.[18]
- 25 de fevereiro
  - Incêndio destrói parte da estação brasileira na Antártida deixando dois militares mortos.[19]
- 26 de fevereiro
  - O Artista é o filme vencedor do Oscar 2012 na categoria Melhor Filme.[20]
- 27 de fevereiro
  - Cruzeiro Costa Allegra com 1040 pessoas abordo fica à deriva no Oceano Índico próximo as ilhas Seychelles após um incêndio na casa de máquinas.[21]
- 29 de fevereiro
  - Microsoft lança versão de testes do Windows 8, sistema operacional com uma interface completamente nova[22]
  - Japão conclui a construção da torre Tokyo Sky Tree, a mais alta do mundo com 634 metros de altura.[23]

### Março
- 4 de março
  - Vladimir Putin vence eleições presidenciais na Rússia com 64% dos votos e se torna presidente pela terceira vez.[24]
- 7 de março
  - Apple Inc. anuncia a nova versão de seu tablet, o iPad 3.[25]

- 13 de março

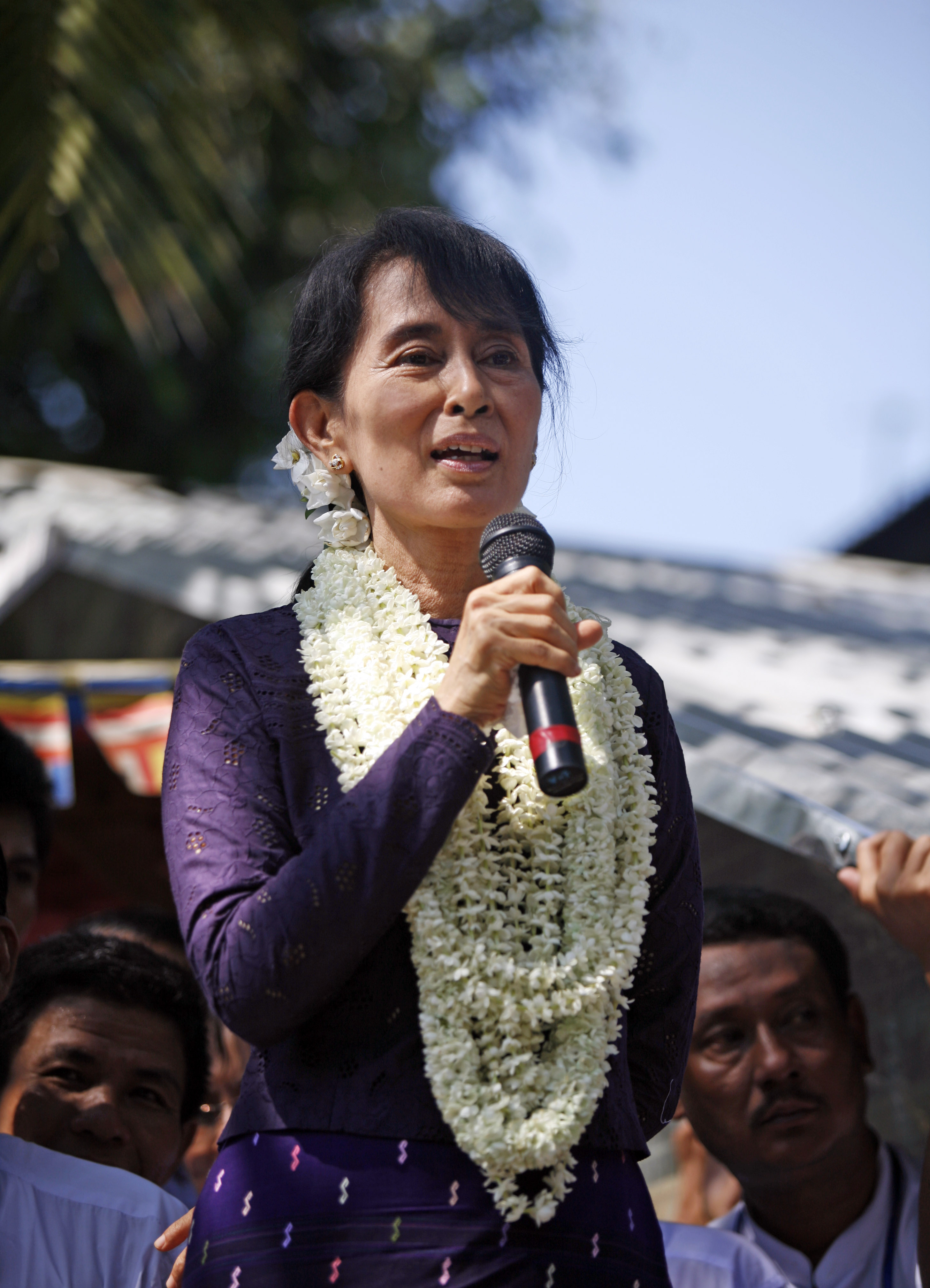
Aung San Suu Kyi, eleita para o Parlamento de Mianmar.

  - Ademir Oliveira Rosário conhecido como "Maníaco da Cantareira" é condenado a 57 anos de prisão pela morte de dois jovens, os irmãos Francisco Ferreira de Oliveira Neto e Josenildo José de Oliveira de 13 e 14 anos respectivamente, em Setembro de 2007.[26]
- 22 de março
  - Junta Militar realiza golpe de estado em Mali, suspendendo a atual Constituição devido a conflitos com tuaregues no norte do país.[27]

### Abril
- 1 de abril

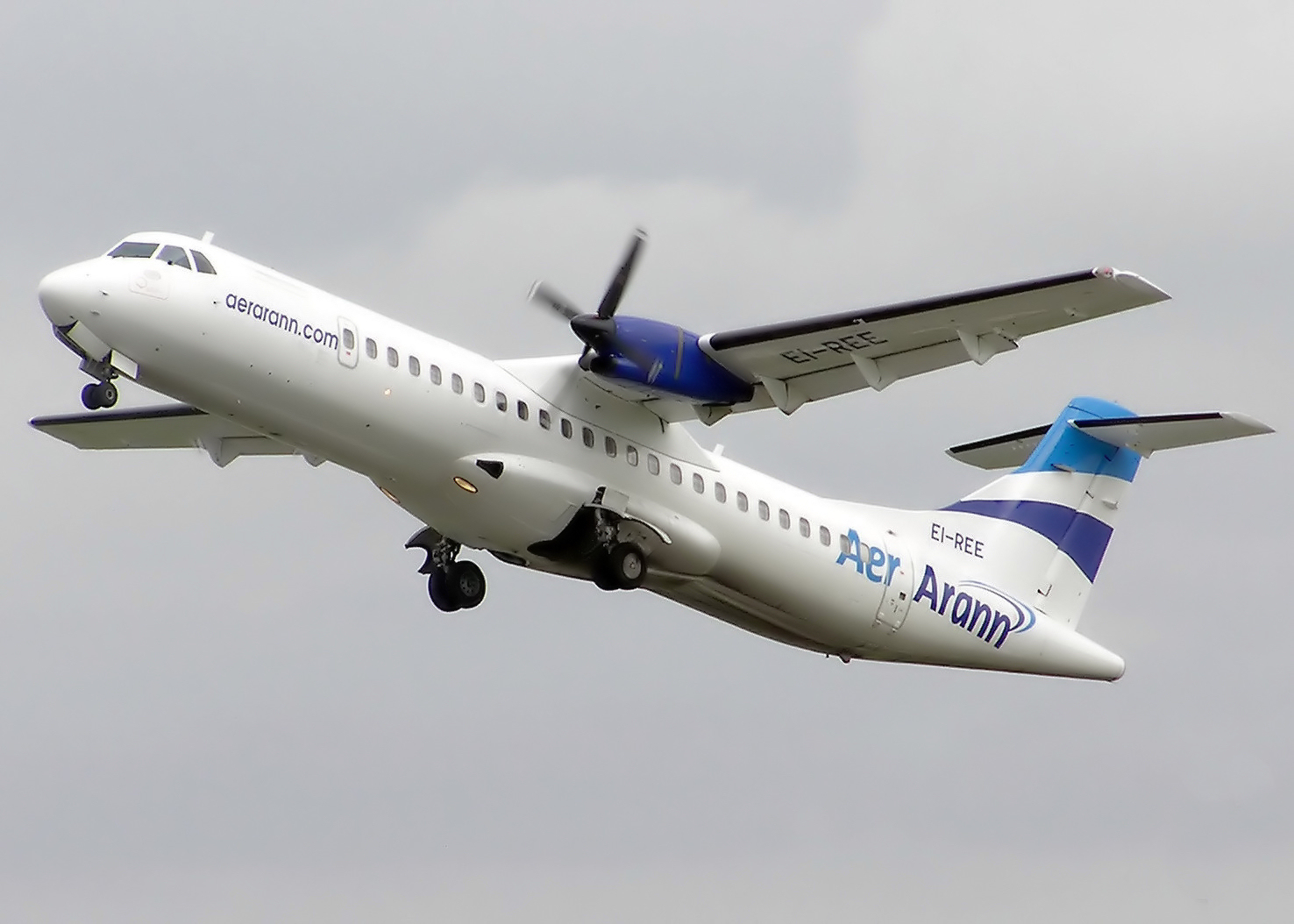
Avião ATR-72.

  - Aung San Suu Kyi, nobel da paz em 1991, é eleita para o parlamento em Mianmar.[28]
- 2 de abril
  - Últimos reféns militares são libertados pela FARC na Colômbia.[29]
  - Atirador mata 7 e deixa 3 feridos em universidade nos Estados Unidos.[30]
  - Avião ATR-72 com 43 pessoas cai na Sibéria e deixa 31 mortos.[31]
- 4 de abril
  - Na Somália, atentado à bomba mata 10 pessoas, entre as vítimas o Presidente da Federação de Futebol Said Mohamed e o Presidente do Comitê Olímpico da Somália Aden Yabarow.[32]
- 6 de abril
  - No Brasil, ator que representava Judas Iscariotes, se enforca acidentalmente em encenação da Paixão de Cristo na cidade de Itararé, estado de São Paulo.[33]
- 7 de abril
  - Avalanche no Glaciar de Siachen de 2012
- 11 de abril
  - No Peru, operários de uma mina presos a 6 dias, são resgatados.[34]
- 12 de abril
  - Na Coreia do Norte, lançamento de foguete que levaria satélite meteorológico ao espaço sofre falha e cai no Mar Amarelo um minuto após o lançamento.[35]
- 14 de abril
  - Centenário do Santos Futebol Clube.[36]
- 15 de abril
  - Centenário do naufrágio do RMS Titanic.[37]
- 19 de abril
  - Índia testa seu primeiro míssil nuclear de longo alcance, o Agni V, cujo lançamento foi realizado a partir da Ilha Wheeler na costa leste do país.[38]
- 20 de abril
  - No Paquistão, avião com pelo menos 126 pessoas cai antes de pousar no aeroporto internacional Benazir Bhutto em Rawalpindi.[39]
- 22 de abril
  - No Brasil, morre Tiago Klimeck, ator que se enforcou acidentalmente durante a encenação da paixão de cristo em Itararé, estado de São Paulo.[40]

### Maio
- 6 de maio

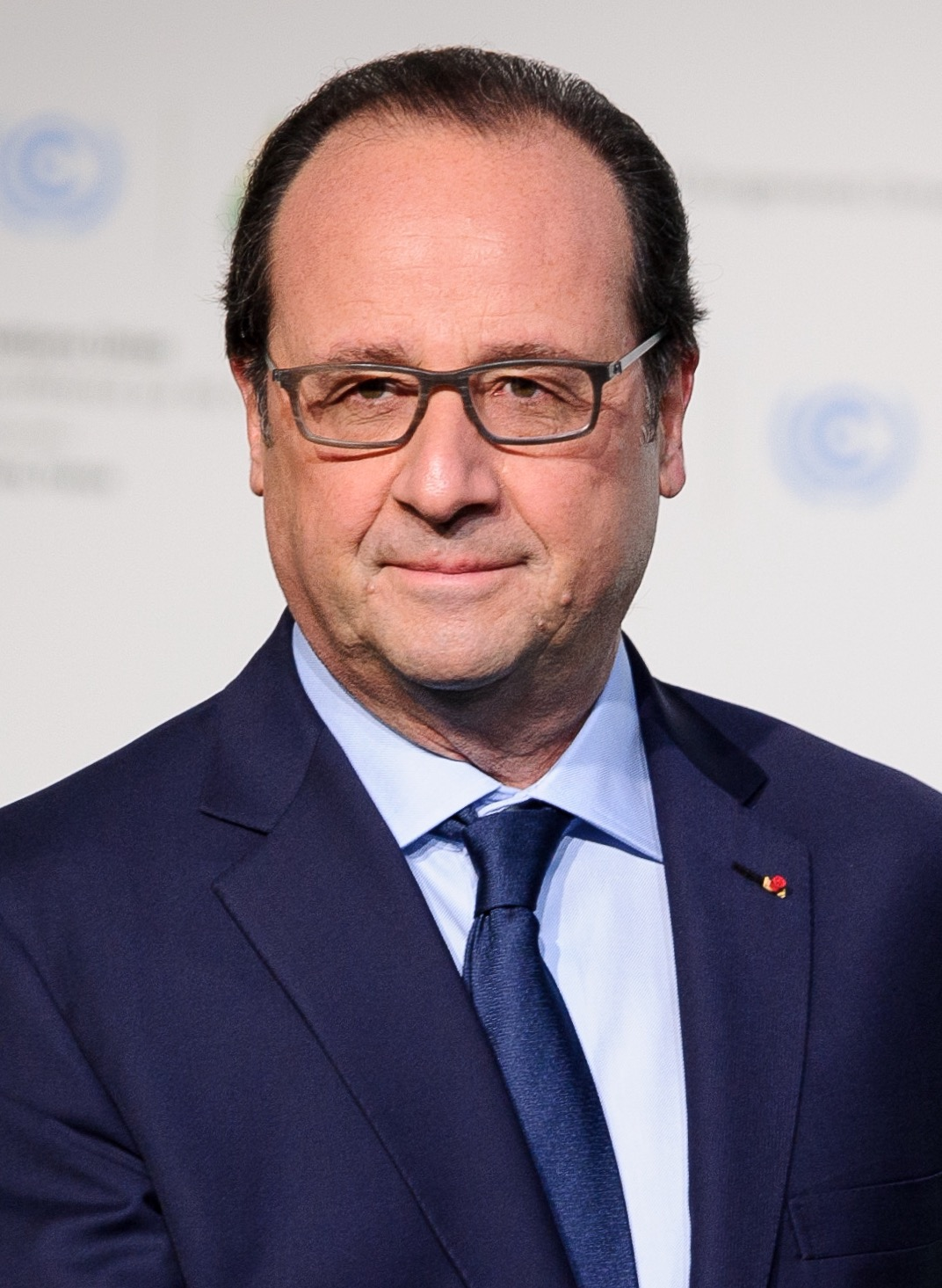
François Hollande, eleito presidente da França.

  - O socialista François Hollande vence o presidente Nicolas Sarkozy por 53% dos votos nas eleições presidenciais na França.[41]
- 15 de maio
  - O Ex-Ministro do Interior da Colômbia, Fernando Londoño, sofre um atentado a bomba que deixa 2 pessoas mortas em Bogotá.[42]
- 16 de maio
  - Choque entre trens da linha 3-vermelha, fere gravemente mais de 50 pessoas nas proximidades entre a Vila Carrão e Penha em São Paulo.[43]
- 19 de maio
  - Primeira nave espacial particular da SpaceX, a Falcon 9, tem lançamento abortado por pressão elevada no motor.[44]
  - O Chelsea Football Club conquista a Liga dos Campeões da UEFA após vencer o Fußball-Club Bayern München após empatar em 1-1 e vencer nos pênaltis por 4-3
- 20 de maio
  - Abdelbaset Ali Mohmed Al Megrahi, o único condenado pelo atentando terrorista de Lockerbie na Escócia que matou 270 pessoas, morre aos  59 anos.[45]
- 21 de maio
  - Eclipse solar anular pôde ser visto de vários países do hemisfério oriental.[46]
- 23 e 24 de maio
  - Eleições presidenciais no Egito.[47]
- 25 de maio
  - Início Rock in Rio Lisboa V.[48]
- 30 de maio
  - Ex-presidente da Libéria, Charles Taylor, é condenado a 50 anos de prisão por ter cometido crimes contra a humanidade e crimes de guerra durante a 1.ª guerra civil do país que durou de 1989 a 1996.[49]
  - Asteroide '2012 KT42' passa a 14 mil quilômetros da Terra.[50]
- 31 de maio
  - Egito suspende estado de emergência instaurado em 1981 após o assassinato do ex-presidente Anwar al-Sadat por radicais islâmicos.[51]
  - A IUPAC, aprova oficialmente o elemento 114 e 116 da tabela periódica como fleróvio e livermório respetivamente.[52]

### Junho
- 2 de junho

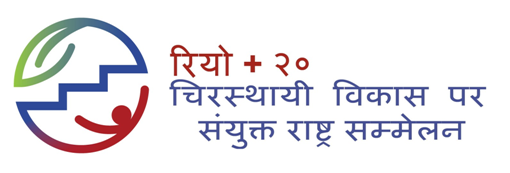
Cartaz da Rio+20 em língua hindi.

  - Hosni Mubarak, ex-presidente e ditador do Egito por 29 anos, é condenado a prisão perpétua pela morte de manifestantes durante o protesto que resultou em sua renúncia.[53]
  - Terremoto de magnitude 5.8 na escala Richter atinge a região de Salta no noroeste da Argentina.[54]
  - Jubileu de Diamante da Rainha Elizabeth II que marca o 60.º aniversário da sua ascensão ao trono do Reino Unido, Canadá, Austrália e Nova Zelândia.[55]
- 4 de junho
  - Eclipse lunar parcial, visível principalmente no leste da Ásia, na Austrália e no oeste da América do Norte.[56]
- 6 de junho
  - Um Trânsito de Vénus, o último do século XXI, foi visto em sua totalidade em países do hemisfério oriental. Próximo trânsito ocorrerá em 2117.[57]
  - Novo protocolo de internet, o IPv6, é ativado e permitirá que a rede de computadores continue crescendo ao oferecer endereços com 128 bits somando um total de 3,4×1038= (340 000 000 000 000 000 000 000 000 000 000 000 000) endereços.[58]
- 8 de junho
  - Início do 14º Campeonato Europeu de Futebol na Polônia e na Ucrânia.[59]
- 13 a 22 de Junho
  - É realizada a Rio+20, conferência da ONU sobre desenvolvimento sustentável.[60]
- 22 de junho
  - O presidente do Paraguai, Fernando Lugo, sofre impeachment em menos de 48 horas após ser responsabilizado pela morte de 17 pessoas durante confrontos armados em Curuguaty.[61] Seu vice, Federico Franco, assume a presidência até as próximas eleições em 2013.[62]
- 24 de junho
  - Mohamed Morsi é eleito presidente do Egito e é o primeiro chefe de estado eleito democraticamente  na história do país.[63]
  - Morre o último exemplar conhecido de tartaruga gigante de galápagos. [64]
- 30 de junho
  - Introdução de um Segundo intercalar às 23:59:60 UTC.[65]

### Julho
- 1 de julho

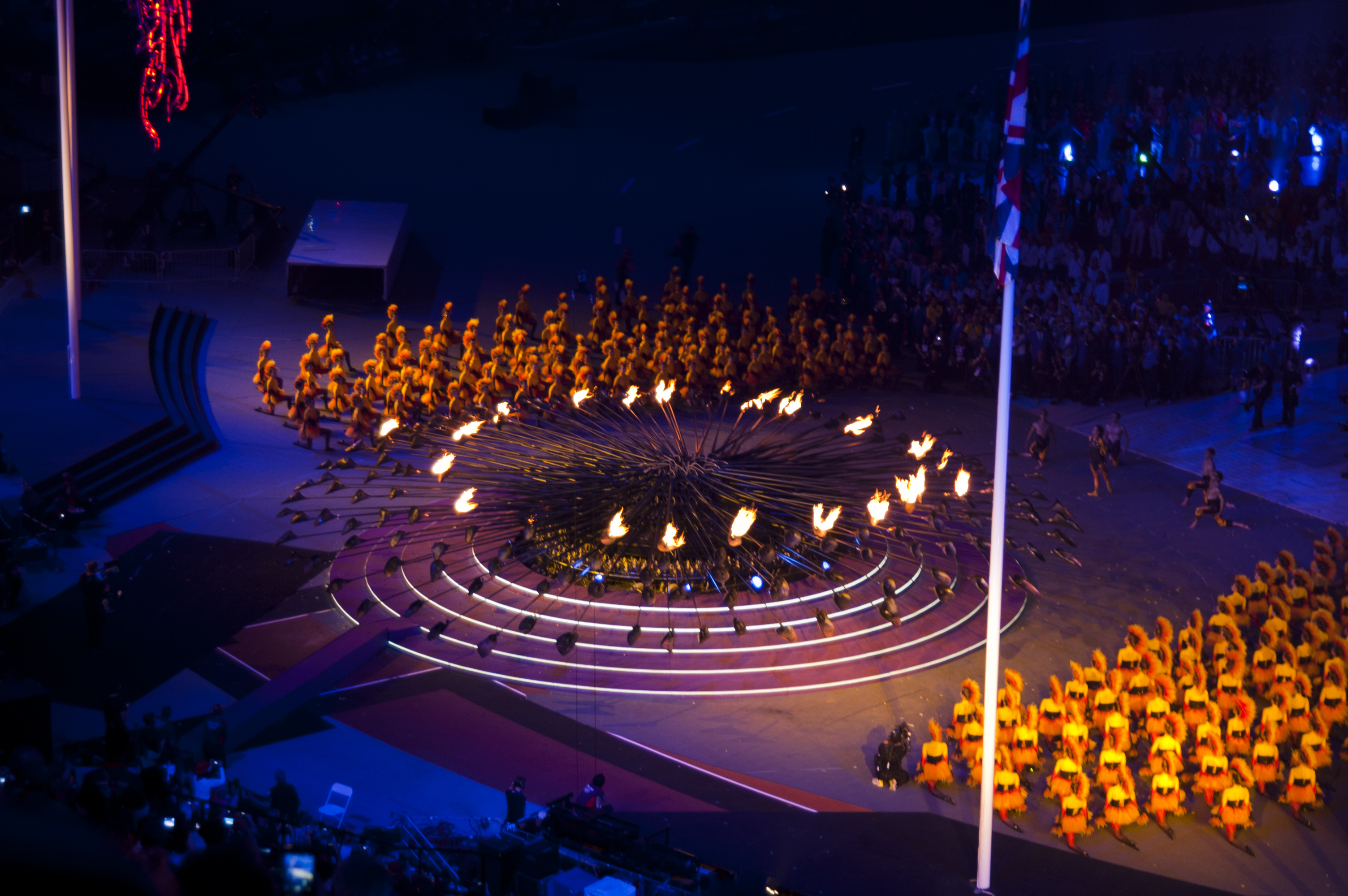
Cerimônia de abertura dos Jogos Olímpicos de Londres.

  - O candidato do PRI, Enrique Peña Nieto, vence as eleições presidenciais no México com 38,21% dos votos.[66]
- 4 de julho
  - Cientistas do CERN descobrem nova partícula subatômica a qual pode vir a ser identificada como bóson de Higgs.[67]
  - O Corinthians se torna campeão da Copa Santander Libertadores.
- 11 de julho
  - O Palmeiras se torna bicampeão da Copa do Brasil.[68]
  - Anunciada a existência do quinto satélite natural de Plutão, o S/2012 (134340) 1.[69]
- 15 de julho
  - Psy envia pro YouTube a música Gangnam Style, que seria o primeiro vídeo do YouTube a atingir 1 bilhão de acessos.
- 20 de julho
  - O estudante de neurociência James Holmes de 24 anos, entra em uma sala de cinema na cidade de Aurora no estado americano do Colorado e mata 12 pessoas e fere outras 50 durante a exibição de estreia do filme Batman - O Cavaleiro das Trevas Ressurge.[70]
- 23 de julho
  - A Anatel decidiu proibir a venda de chips das empresas Claro, TIM e Oi, devido ao grande número de reclamações que elas receberam.
- 27 de julho
  - Cerimônia de abertura dos Jogos Olímpicos de Verão de 2012 em Londres, no Reino Unido.
- 31 de julho
  - Após a suspensão do Paraguai do Mercosul devido ao impeachment de Fernando Lugo, a Venezuela é oficialmente adicionada ao grupo.[71]

### Agosto
- 4 de agosto
  - Sonda Curiosity pousa em Marte.[72]
- 12 de agosto

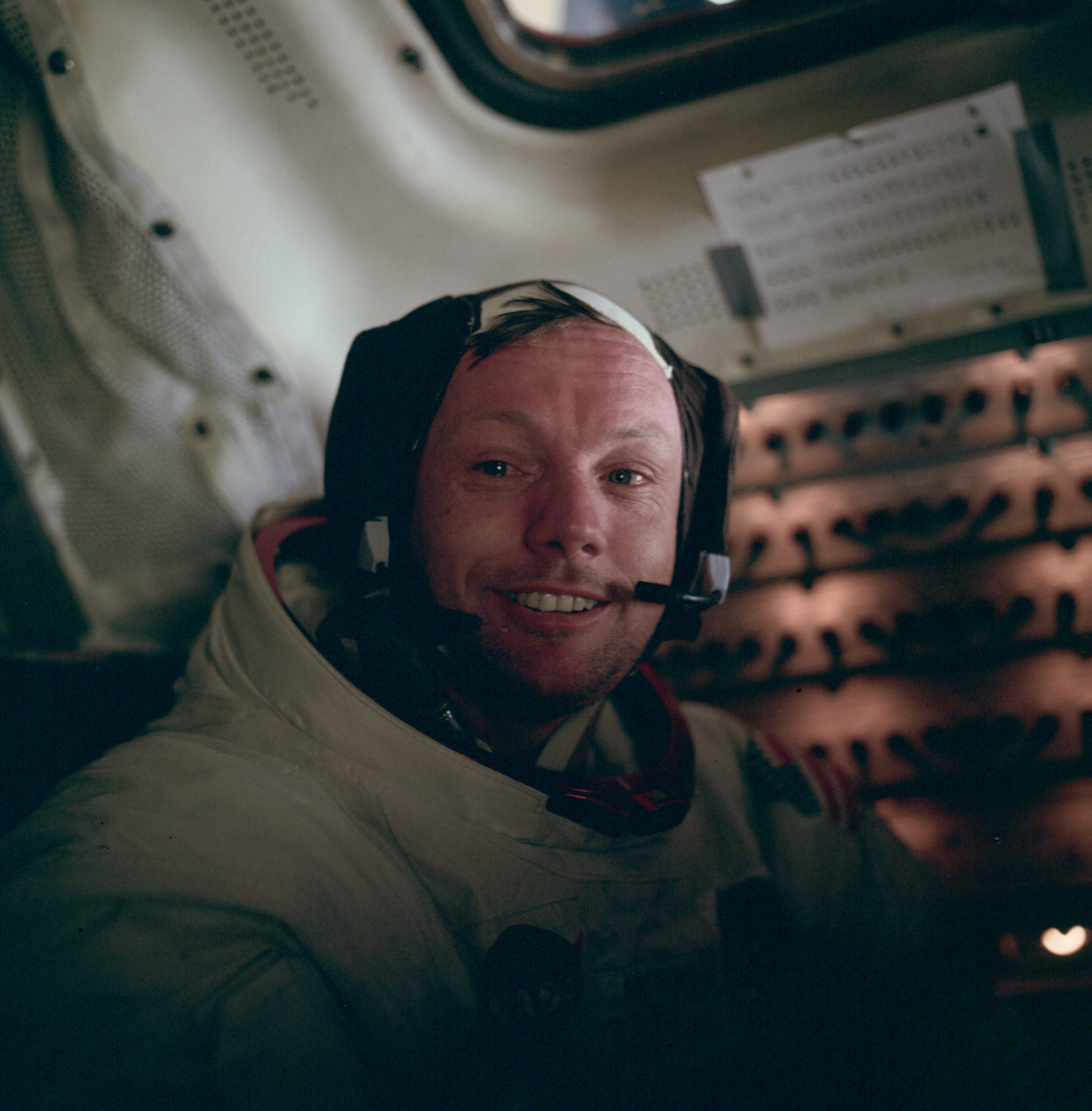
Neil Armstrong (1930-2012)

  - Cerimônia de encerramento dos Jogos Olímpicos de Verão de 2012 em Londres, no Reino Unido.[73]
- 25 de agosto
  - Morre Neil Armstrong, primeiro homem a pisar na Lua.[74]
  - Data em que a sonda Voyager 1 chega ao espaço interestrelar.
- 29 de agosto
  - Cerimônia de abertura dos Jogos Paraolímpicos de Verão de 2012 em Londres, no Reino Unido.

### Setembro
- 9 de setembro
  - Cerimônia de encerramento dos Jogos Paralímpicos de Verão de 2012 em Londres, no Reino Unido.
- 11 de setembro
  - Apple lança o iPhone 5, nova versão de seu telefone celular.[75]
  - Embaixador americano é assassinado durante protesto em Benghazi na Líbia devido ao lançamento de um filme nos Estados Unidos considerado ofensivo à fé islâmica.[76]
- 28 de setembro
  - Nakula Besseley Nakula, produtor do filme considerado ofensivo a fé islâmica é preso em Los Angeles após violar termos de sua liberdade condicional.[77]
- 29 de setembro
  - A consagrada apresentadora Hebe Camargo, morre aos 83 anos, em virtude de uma parada cardiorrespiratória.

### Outubro
- 4 de outubro

Furacão Sandy no dia 29 de outubro.

  - Facebook atinge um bilhão de usuários cadastrados.[78]
- 7 de outubro
  - Eleições municipais para prefeitos e vereadores no Brasil.[79]
  - Hugo Chávez vence eleições presidenciais na Venezuela e conquista seu quarto mandato com 55% dos votos, 9% a mais que o segundo colocado Henrique Capriles.[80]
- 14 de outubro
  - A polícia civil, o Bope e a marinha brasileira, em operação conjunta, ocupam as favelas Manguinhos, Jacarezinho, Mandela e Varginha no Rio de Janeiro.[81]
  - Austríaco Felix Baumgartner salta da estratosfera, a 39 mil metros de altura em queda livre e quebra a barreira do som.[82]
- 15 de outubro
  - É anunciada a descoberta de um planeta denominado de "PH1" o qual orbita duas estrelas que, por sua vez, são orbitadas por outro par de astros distantes. O fenômeno é chamado de "planeta circumbinário" em um sistema de quatro estrelas.[83]
- 16 de outubro
  - É anunciada a descoberta de um planeta extrasolar denominado de "Alpha Centauri Bb" orbitando a estrela "Alpha Centauri B" (3ª mais próxima do sol).[84]
- 26 de outubro
  - Microsoft lança o Windows 8 e promove a maior transformação do software em 17 anos. No entanto, o sistema operacional causou muita polêmica pela mudança do Menu Iniciar e por não permitir mudar o tamanho das janelas.[85]
- 30 de outubro
  - Furacão Sandy passa pelo Caribe deixando 67 mortos, desloca-se para costa leste dos Estados Unidos indo para terra firme na costa do estado de Nova Jersey causando prejuízos em 18 estados e causando 29 mortes.[86]

### Novembro
- 4 de novembro

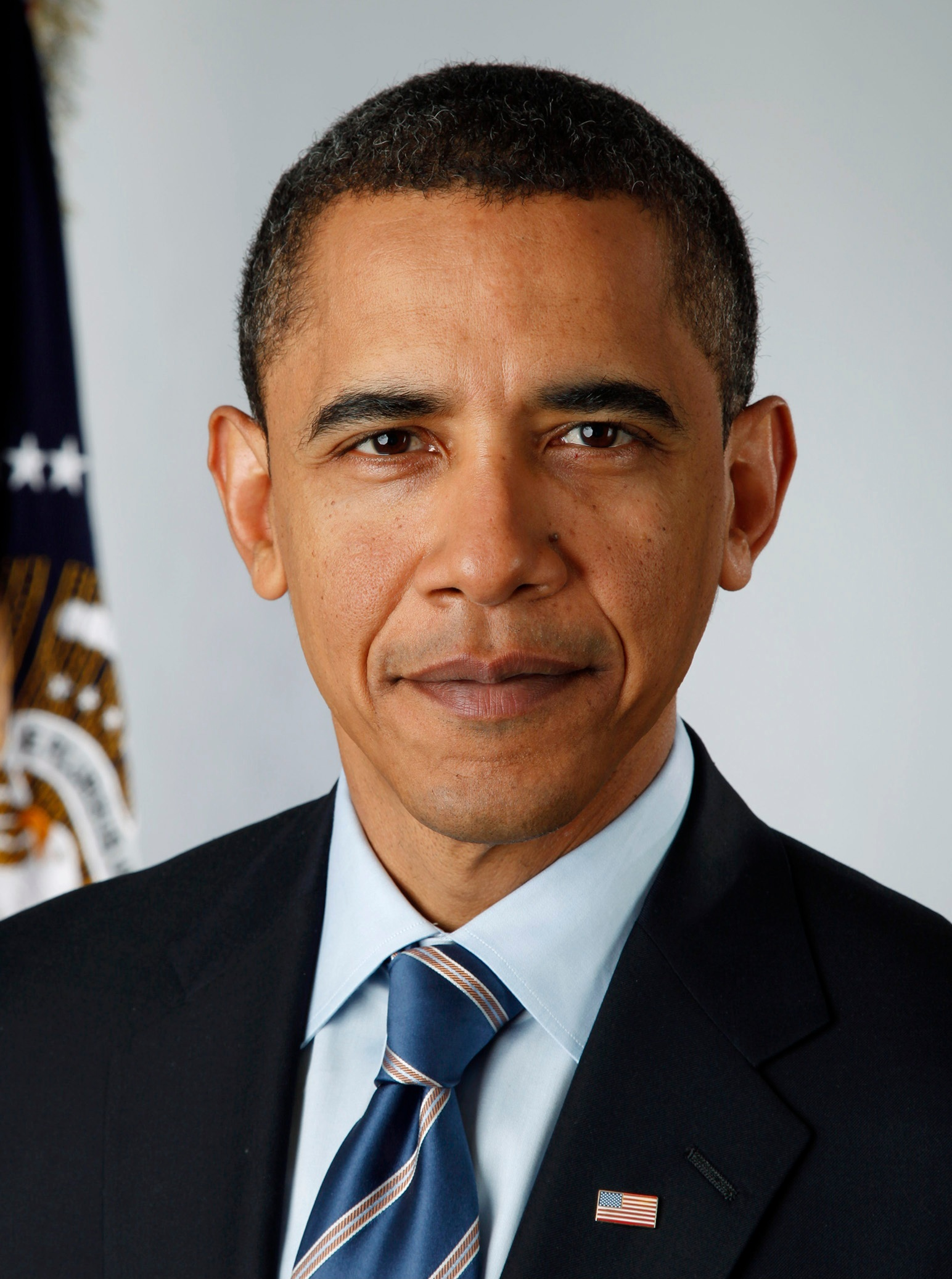
Barack Obama, reeleito presidente dos Estados Unidos.

  - Foi realizado o Grande Prêmio de Abu Dhabi de 2012, que teve como vencedor Kimi Räikkönen e a decisão do título de Sebastian Vettel, se tornando o tricampeão mais jovem da história da Fórmula 1.

- 6 de novembro
  - Eleições presidenciais dos Estados Unidos têm Barack Obama reeleito com 332 votos no colégio eleitoral do país.[87]
- 13 de novembro
  - Eclipse solar total, visível principalmente no nordeste da Austrália e no Pacífico sul.[88]
- 15 de novembro
  - Partido Comunista da China nomeia seu novo Comitê Permanente, colegiado que governará o país durante os próximos cinco anos. A instância máxima do poder político será liderada por Xi Jinping.[89]
- 18 de novembro
  - Nintendo lança o Wii U.
- 19 de novembro
  - Após 12 anos, CPTM é condenada por Acidente na estação Perus, na cidade de São Paulo, ocorrido em 2000, que deixou 9 mortos e 115 feridos.[90]
- 23 de novembro
  - A WebJet Linhas Aéreas é extinta pela Gol Transportes Aéreos, desligando-se 850 funcionários.
- 29 de novembro
  - Assembleia Geral da ONU dá status de Estado observador a palestina.[91]

### Dezembro
- 14 de dezembro
  - Atirador mata 27 e suicida-se em seguida em escola primária em Connecticut, nos Estados Unidos.[92]
- 16 de dezembro
  - Inauguração do Estádio Castelão, primeiro estádio concluído para a Copa do mundo de 2014, em Fortaleza.[93]
  - O Corinthians se torna campeão da Copa do Mundo de Clubes da FIFA.
- 19 de dezembro
  - Park Geun-Hye, filha do ex-ditador Park Chung-hee, vence as eleições presidenciais na Coreia do Sul e se torna a primeira presidenta do país.[94]
  - Descobertos cinco planetas orbitando em redor de Tau Ceti, um deles potencialmente habitável.[95]
- 21 de dezembro
  - Final do Calendário Maia de Contagem Longa, com o ciclo de 5125 anos, o que alguns interpretavam como o fim do mundo.[96]
  - Reinauguração do Estádio do Mineirão, segundo estádio concluído para Copa do Mundo de 2014, em Belo Horizonte.[97]
- 23 de dezembro
  - Data alternativa para o fim do calendário Maia, utilizando 584 285 dias julianos baseados em estudos de especialistas.
- 29 de dezembro
  - Acidente com avião no aeroporto de Moscou na Rússia mata 4 pessoas.[98]
- 31 de dezembro
  - Expira o prazo do Protocolo de Quioto.

## Nascimentos
- 7 de janeiro - Blue Ivy Carter, cantora estadunidense.
- 24 de janeiro - Atena de Monpezat.
- 23 de abril - Alan Kim, ator americano.

## Prêmio Nobel
O Prêmio Nobel é uma premiação instituída por Alfred Nobel, químico e industrial sueco, no seu testamento. Os prémios são entregues anualmente, no dia 10 de Dezembro, aniversário da morte do seu criador, para as pessoas que fizeram pesquisas importantes, criaram técnicas pioneiras ou deram contribuições destacadas à sociedade. No ano de 2012, as seguintes pessoas foram contempladas com o prêmio:
| Nome             | Nacionalidade  | Prêmio Nobel           |
| ---------------- | -------------- | ---------------------- |
| Serge Haroche    | França         | Física                 |
| David Wineland   | Estados Unidos | Física                 |
| Robert Lefkowitz | Estados Unidos | Química                |
| Brian Kobilka    | Estados Unidos | Química                |
| John Gurdon      | Inglaterra     | Fisiologia ou Medicina |
| Shinya Yamanaka  | Japão          | Fisiologia ou Medicina |
| Mo Yan           | China          | Literatura             |
| União Europeia   |                | Paz                    |
| Alvin Roth       | Estados Unidos | Economia               |
| Lloyd Shapley    | Estados Unidos | Economia               |

## Epacta e idade da Lua
| Epacta gregoriana | 7 (VII) |
| Idade da Lua      | Letra g |

## Por tema
- 2012 no Brasil
- 2012 na ciência
- 2012 no cinema
- Desastres em 2012
- 2012 no desporto
- Eleições em 2012
- 2012 nos jogos eletrônicos
- 2012 na literatura
- Mortes em 2012
- 2012 na música
- 2012 em Portugal
- 2012 na televisão